# Ropucha coloradská
Ropucha coloradská (Incilius alvarius) nebo ropucha koloradská je ropucha žijící v severním Mexiku a na jihozápadě Spojených států amerických. Její kůže a jed obsahují 5-MeO-DMT a bufotenin, halucinogenní tryptaminy.
Své jméno získala podle řeky Colorado, ale své oblasti se vyskytuje i na poušti. Je masožravá, pojídá malé hlodavce, hmyz, malé plazy a jiné žáby. Aktivní je v noci.